# Maarten Etmans

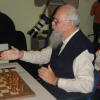
Maarten Etmans (Foto: Carla Amse)

Maarten Etmans (9 april 1939) is een Nederlandse schaker. Hij is een FIDE Meester (FM).
Etmans verdeelt zijn hobby over twee varianten van het schaken, namelijk het correspondentieschaak en het bordschaak. Er zijn dan ook heel wat briefkaarten met schaakzetten aan zijn adres te Bunnik bezorgd. Etmans nam ettelijke keren deel aan een toernooi om het kampioenschap correspondentieschaak van Nederland, maar hij is nooit kampioen geworden.
- In 1997 speelde hij mee in het Philidor 1847 Jubileum toernooi dat gewonnen werd door Ivan Sokolov en eindigde als nummer veertig.
- In 2004 speelde hij in groep C van het Corus schaaktoernooi dat door Magnus Carlsen gewonnen werd. Maarten werd hier elfde. Maarten Etmans werd in dit toernooi verslagen door Magnus in een partij die gekscherend "Kleinzoon velt opa" (zie Magnus Carlsen) genoemd wordt.
- Maarten Etmans eindigde in september 2004 op de 16e plaats in het seniorenkampioenschap van Europa; de Rus Mark Tseitlin eindigde als eerste.
- In 2006 eindigde hij op de 22e plaats in het door Viktor Kortsjnoj gewonnen wereldkampioenschap voor senioren in het Italiaanse Arvier (bij Aosta). Hij was vooraf als 50e geplaatst. In dit kampioenschap verloor hij geen enkele partij: hij won 2 partijen en speelde er 9 remise, o.a. tegen 4 IM's en de als 2e geplaatste GM Mišo Cebalo.

## Partij
In 1989 speelde Maarten Etmans een partij tegen Rein Thierry om het kampioenschap correspondentieschaak van Nederland. De partij verliep als volgt: 
Etmans – Thierry
correspondentiepartij, NK 1989
Franse opening, Eco-code C 19

1.e4 e6 2.d4 d5 3.Pc3 Lb4 4.e5 c5 5.a3 Lxc3 6.bxc3 Pe7 7.Pf3 Ld7 8.dxc5 Dc7 9.Ld3 Dxc5 10.0-0 La4 11.Tb1 Dxc3 12.Txb7 Pd7 13.Tb4 Pb6 14.Txa4 Pxa4 15.Lb5+ Pc6 16.Pd4 0-0 17.Lxc6  (1–0) (diagram)